# Jevgenija Sečenovová
Jevgenija Ivanovna Sečenovová, rusky Евгения Ивановна Сеченова (17. srpna 1918 Sevastopol – 25. června 1990) byla sovětská atletka, sprinterka.

## Sportovní kariéra
Získala celkem šest medailí na mistrovství Evropy v atletice – v roce 1946 v Oslo zvítězila v bězích na 100 i 200 metrů a byla členkou bronzové sovětské štafety na 4 x 100 metrů. O čtyři roky později na evropském šampionátu v Bruselu vybojovala v obou sprintech stříbrnou medaili, ke kterým přidala bronzovou medaili jako členka štafety na 4 x 100 metrů. Při startu na olympiádě v Helsinkách v roce 1952 byla členkou sovětské štafety na 4 x 100 metrů, která ve finále skončila čtvrtá.